# Eucirroedia
Eucirroedia là một chi bướm đêm thuộc họ Noctuidae.

## Loài
- Eucirroedia pampina (Guenée, 1852)